# Chat
A chat (ejtsd: cset, magyarul: csevegés) olyan társalgási forma, amely 2 vagy több ember között online (leggyakrabban az interneten keresztül) történik. A publikus chatcsatornákon túl azonnali üzenetküldő alkalmazásokat is igénybe lehet venni, melyek egyik fontos tulajdonsága, hogy a partnerek csak kölcsönös jóváhagyás útján tudnak kommunikálni.

## Chatprogramok
A chatprogramok biztosítanak teret az üzenetek váltásához. Online kapcsolat szükséges hozzájuk. A legtöbb ilyen programhoz ingyen hozzájuthatunk a fejlesztőktől.
- AOL Instant Messenger
- Google Talk
- ICQ
- Internet Relay Chat
- MUD
- Skype
- TeamSpeak
- Ventrilo
- Windows Live Messenger
- Yahoo! Messenger
- Viber
- Messenger
- Whats app
- Microsoft Teams

## Chatrövidítések
A rövidítés gyakori tevékenységet, reakciót, eseményt helyettesít, aminek lényege, hogy kevés helyet foglal, így könnyen elfér akár nicknévben vagy SMS-ben is, továbbá felgyorsítja a kommunikációt. A chaten használt rövidítések egyre gyakoribb részévé válnak az élőbeszédnek. Néhány lényeges chat rövidítést olvashatsz itt, azok magyarázatával, a teljesség igénye nélkül.

### Angol
- LOL – Laughing Out Loud – hangosan felnevetni
- BRB – Be Right Back – hamarosan visszajövök
- AFK – Away From Keyboard – nem vagyok gépnél (klaviatúránál)
- PLS – Please – kérlek
- THX – Thanks – köszönöm
- 10Q – Ten Q (Thank You) – köszönöm
- BTW – By The Way – amúgy...
- NP – No problem – nem gond / köszönöm
- 4EVER – Forever – örökké
- BB – Bye Bye – Viszlát!
- WTF – What The F*ck? – Mi a fene/franc?
- OMG – Oh, My God! – Szent ég!
- K – OK / rendben
- IDK – I Dont Know – Nem Tudom
- Lv – Love – szeretlek
- 'Sup? – What is up? – Mizu?
- TY – Thank You – Köszönöm (japánul: arigato!, németül: Danke schön!)
- GG – Good Game – Jó játékot/Jó játék volt

### Magyar
- SZVSZ – szerény véleményem szerint
- NM –  nincs mit (és nem, nem a nem)
- NAB – Nincs a billentyűzetnél (az angol AFK magyar megfelelője)
- VMI – valami
- VKI – valaki
- TOM – tudom
- TOD – tudod
- AM – amúgy
- JAM – Igen
- GRAT – Gratulálok (Mind negatív mint pozitív kifejezésre alkalmas)
- GG  – Gratulálok (Mind negatív mint pozitív kifejezésre alkalmas)
- JÓ8/JO8/J8 – Jó éjt! (Ejtsd: jóEight)
- JÓ8VÁGYAT – Jó étvágyat!
- SZTEM – szerintem
- SZTED – szerinted
- RE – visszajöttem, folytathatom a csevegést
- VOK – vagyok
- PILL – pillanat
- THX – kösz(önöm) (az angol "thanks" szó magyar kiejtésének rövidítése)
- V – vagy (lehetőség szerinti értelmezésben)
- H – hogy
- ILL – illetve
- AKK – akkor (jellemzőbben: abban az esetben)
- MICSI? – Mit csinálsz?
- KB – körülbelül
- NEMTOM – nem tudom

## Chat illemszabályok
Mint minden emberi közösség, így a chat is rendelkezik íratlan szabályokkal, de egyes publikus chateken akár írott formában is megjelennek. Privát chatelésed során a chat stílusod alapján ítélnek meg mások, ezért érdemes ilyen téren is művelődni.
- Köszönés – Ahogy a való életben is, úgy virtuálisan is illik köszönni érkezéskor és távozáskor.
- Kiabálás – A chat közösségében kialakult szokás a csupa nagy betűt KIABÁLÁSNAK tekinteni.
- Kéretlen üzenetek – Senki se szereti, ha fölösleges üzenetekkel zaklatják (spam).
- Kéretlen üzenetek közösben – Az értelmes vagy értelmetlen, túl hosszú vagy túl rövid, pár betűből vagy egyéb karakterből álló üzenetek egységes megnevezése a beküldés számától függetlenül FLOOD, ezt is célszerű elkerülni.
- Inzultálás – Bár az Internet leggyakrabban anonim, a chatelő felek akkor is emberek, ezért a bántó magatartás ilyen formában se javasolt.
- Káromkodás – Mint a való életben, így a chatben is rossz dolog a trágár, obszcén stb. szavak alkalmazása.

## Chat jogok
A jogosultsági csoportok elsősorban IRC rendszerben kerültek elő, de más platformok és programok is előszeretettel alkalmazzák őket. Nehéz őket csokorban gyűjteni, mert általánosságban nem beszélhetünk róluk, de a következőkkel találkozhatunk:
- Felhasználó – Egyszerű felhasználó, aki csatlakozott a rendszerhez.
- Regisztrált felhasználó – Hasonló mint a sima felhasználó, viszont a neve kóddal védett és általában több funkciót képes így elérni.
- Moderátor/Féloperátor/Félmoderátor – Vannak jogai a felhasználók felett.
- Operátor (moderátor) – Vannak jogai a felhasználók és a Moderátor/Féloperátor/Félmoderátor felett, akár adhat vagy megvonhat Moderátor/Féloperátor/Félmoderátor jogot. (Rendszerfüggő a megnevezés és a jogadás köre)
- Adminisztrátor – A rendszer vagy csatorna tulajdonosa és teljes jogosultságú vezetője, mindenki felett van hatalma.

## Chat hangulatjelek
Az írásos beszélgetések során előfordulnak esetek, amikor érzelmek kifejezésére túl korlátolt a betű karakterek használata. Ilyen esetekben szoktak hangulatjeleket, úgynevezett szmájlikat (smiley) használni. A modernebb chat programok (és sok esetben a telefonok is) az ilyen jelek kódját, automatikusan képpé alakítják.

## Külső hivatkozások
- Facebook Messenger
- MSN messenger
- Yahoo messenger Archiválva 2018. július 18-i dátummal a Wayback Machine-ben